# Głownia zimowita

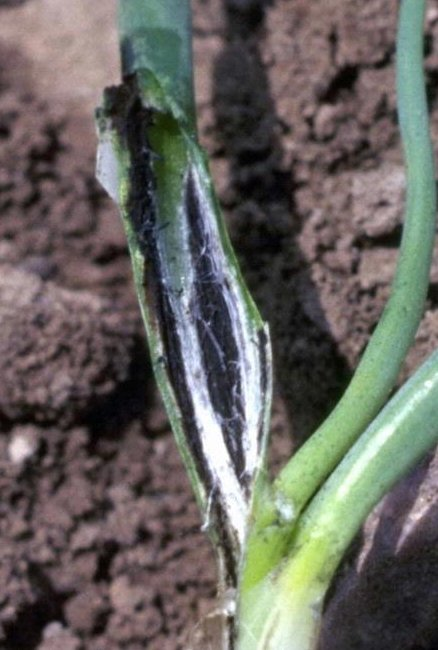
Objawy choroby na liściu zimowita jesiennego

Głownia zimowita (ang. colchicum smut) – grzybowa choroba zimowita jesiennego (Colchicum autumnale). Należy do grupy chorób zwanych głowniami, a wywołuje ją Urocystis colchici.

## Objawy
Objawy choroby widoczne są na liściach i ogonkach liściowych zimowita jesiennego jako podłużne plamy, często łączące się ze sobą. W miarę rozwoju choroby nabrzmiewają one i pękają, odsłaniając proszkowate, czarne masy zarodników. Kupki zarodników na liściach i ogonkach liściowych są widoczne jako lekko wzniesione, brodawkowate, wydłużone obszary o różnej wielkości i kształcie, często zlewające się z sobą. Są po obu stronach liścia, początkowo mają barwę ołowiową i znajdują się pod naskórkiem żywiciela. Dojrzewając powiększają się, co powoduje pęknięcie naskórka. Przez pęknięcie to wydostają się zarodniki. Rozprzestrzeniane przez wiatr infekują nowe rośliny. Choroba jest systemowa, obejmująca całą roślinę.